# Anastasía Prijodko

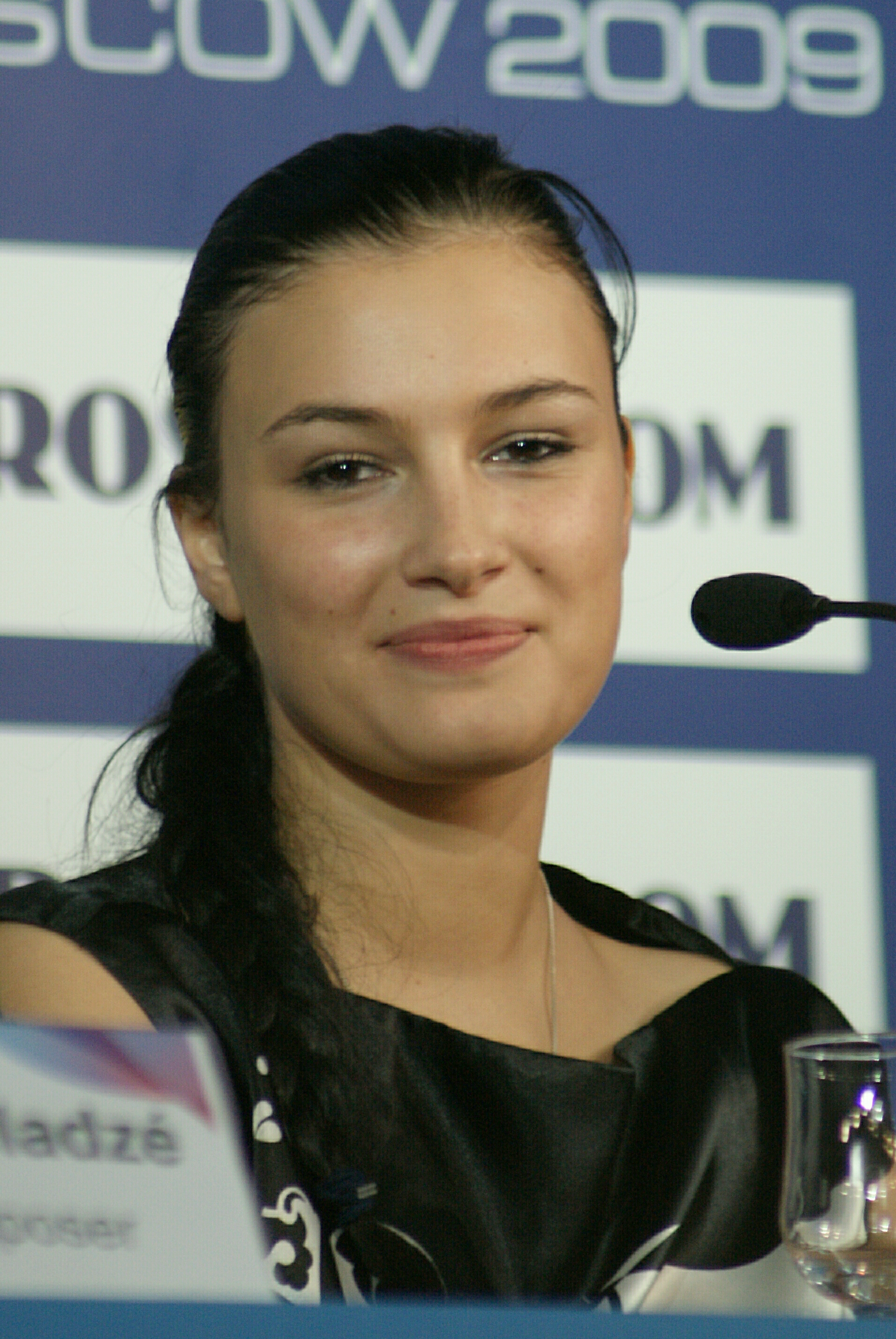
En mayo de 2009.

Anastasía Kostyantynivna Prijodko (en ucraniano: Анастасія Костянтинівна Приходько) es una cantante ucraniana nacida en Kiev que representó a Rusia en el Festival de la Canción de Eurovisión 2009 en Moscú.

## Biografía
Anastasía nació en Kiev en la RSS de Ucrania. Su madre es crítica de teatro y trabaja para el Ministerio de Cultura de Ucrania. Anastasía aprendió a tocar el piano, la flauta y la guitarra en la escuela. Más tarde participó en diversos festivales hasta conseguir un tercer puesto en un festival búlgaro.
Anastasía Prijodko participó en la séptima edición del concurso ruso Star Factory donde resultó ser una de las finalistas.

## Eurovisión 2009
Anastasía Prijodko participó en la preselección de su país para el Festival de la Canción de Eurovisión 2009, con la canción "Za tebe Znov", pero no consiguió su pase a la final.

## Controversia
Tras no conseguir su pase a la final ucraniana, su representante Olena Mozghova declaró que en su opinión, Mozghova, la Natsionalna Telekompaniya Ukrainy (NTU), organizadora del concurso y el jurado incurrieron durante el proceso de selección en una serie de errores e infracciones que influyeron en la elección de los finalistas. Agrega que la representante «estaba convencida de que precisamente por su culpa (de la organización y el jurado), Prijodko no pasó a la semifinal y perdió su oportunidad de conseguir representar a Ucrania en Eurovisión».
Como consecuencia de esta demanda, un tribunal de distrito de Kiev había prohibido como medida cautelar la celebración de la final nacional del representante de Ucrania en el Festival de Eurovisión. La supuesta resolución judicial había sido adoptada en vista de la demanda interpuesta por una de las concursantes en el proceso de selección, Anastasia Pryjodko, finalista de la séptima edición de la versión rusa de Operación Triunfo y una de sus representantes, Olena Mozghova.
En su demanda, Pryjodko exigió anular los resultados de la semifinal y obligar a los organizadores a repetirla, así como a cambiar previamente a todos los miembros del jurado.
Por su parte, Román Nedzelskyi, vicepresidente de NTU y copresidente del jurado negó que hubiera falta de objetividad y parcialidad en la puntuación de los concursantes. Subrayó que todos los concursantes participan en igualdad de condiciones y señaló que las acciones de los productores de Pryjodko tenían como objetivo presionar al jurado.
El mismo día, el jurado designado para elegir el representante de Rusia en Eurovisión anunció que serían 16 y no 15 los participantes de su final nacional. Se incorporaba a la lista de intérpretes Anastasia Prijodko, ganadora de la última edición del concurso musical Star Factory, con el tema Mamo. Finalmente, el día 7 de marzo de 2009, Anastasia resultó ser la vencedora de la preselección rusa para el Festival de la Canción de Eurovisión 2009 en Moscú.

## Discografía
- Zazhdalas' (2012)